# 木薯胶
木薯胶（学名：Manihot glaziovii）为大戟科木薯属下的一个种。

## 扩展阅读
- 維基物種上的相關：木薯胶